# Artane (Dublin)
Artane (irl. Ard Aidhin) – jedna z dzielnic Dublina. Położona na północy miasta, wzdłuż Malahide Road. Administracyjnie należy do Dublin City Council.
Artane graniczy z Coolock, Beaumont, Killester, Raheny oraz Clontarf.